# Annalisa Bossi
Elly Annelies Ullstein Bossi Bellani, detta Anneliese o Annalisa (Dresda, 3 novembre 1915 – Milano, 21 febbraio 2015) è stata una tennista tedesca naturalizzata italiana, vincitrice degli Internazionali d'Italia 1950 e semifinalista agli Internazionali di Francia 1949.

## Biografia
Annalisa Bossi nacque col suo nome secolare Elly Annelies Ullstein Bossi Bellani a Dresda il 3 novembre 1915. Si sposò due volte, con il tennista milanese Renato Bossi, prematuramente scomparso in un incidente aereo nel 1947 e successivamente con il telecronista Giorgio Bellani, morto nel novembre 1969.
È morta a Milano nel 2015 all'età di 99 anni.

## Carriera
Prima di Francesca Schiavone, riuscita nell'impresa nel 2010, era una delle sole tre tenniste italiane ad aver raggiunto una semifinale in un torneo del Grande Slam, riuscendovi nel 1949, agli Internazionali di Francia; prima di lei Maud Levi Rosenbaum (U.S. National Championships 1930) e, successivamente, Silvana Lazzarino (Internazionali di Francia 1954).
Il suo nome viene ricordato di nuovo dai giornali italiani, anche l'anno successivo all'Open di Francia 2011, allorché i tennisti italiani Fabio Fognini e Francesca Schiavone accedono simultaneamente ai quarti di finale, maschile e femminile, di un torneo del grande slam, ripetendo l'impresa simultanea realizzata, sempre a Parigi nel 1949, dai tennisti italiani Giovanni Cucelli e, appunto, Annalisa Bossi.
In carriera, prima di Flavia Pennetta fu due volte nella top 10 (allora redatta dal giornalista britannico Lance Tingay), al nº8 nel 1949 e al nº9 nel 1950.

### In Germania, come Anneliese Ullstein
Anneliese Ullstein comincia a giocare a tennis a soli dieci anni, nel club VIB Leipzig, allenata da Kurt Nitsche. Nel 1932 e nel 1933 vince i campionati tedeschi juniores. Passata poi al RC-Sports Club di Lipsia, è poi allenata da Alfred Förster. Inizialmente, ottiene i migliori risultati nel singolare: nel 1934 vince i tornei di Chemnitz, Lipsia, Dresda e del Weiser Hirsch Club; due anni dopo i campionati della Pomerania e il torneo internazionale di Bad Homburg. Nel 1937 vince i campionati nazionali tedeschi, il torneo di Düsseldorf e gli internazionali d’Ungheria a Budapest; perde in finale a Dresda e a Berlino (qui dalla fuoriclasse Hilde Sperling)  e, nel 1939, riconquista il titolo nazionale e si aggiudica il torneo internazionale di Wiesbaden. Nello stesso anno, esordisce nel Torneo di Wimbledon, dove perde nei 32mi di finale, nel singolare, e, nel doppio, al primo turno.
Amante dell’Italia, Ullstein va ogni anno in vacanza a Merano, sede di un importante circolo nazionale di tennis. Vince il torneo internazionale locale nel 1938 e nel 1939. L’anno dopo, rivince a Lipsia, si aggiudica il torneo internazionale di Palermo e perde in finale il torneo di Sanremo; conosce il tennista milanese Renato Bossi e, nel 1940, lo sposa, acquisendo la cittadinanza italiana.

### In Italia, come Annalisa Bossi
Nel 1941, ormai divenuta Annalisa Bossi, vince per la prima volta i campionati italiani assoluti, sia nel singolare (vittoria per 6-3, 6-2 su Ida Quintavalla) che nel doppio; si aggiudica per la terza volta il torneo di Merano. L’anno dopo, si ripete agli “assoluti”, sia nel singolare che nel doppio.
Dopo la parentesi bellica, Ullstein-Bossi torna al successo ai campionati italiani, nel singolare e nel doppio misto, in coppia con il marito Renato. L’anno 1947, pur funestato dalla perdita prematura del coniuge, non è avaro di successi per Annalisa Bossi. Vince il torneo internazionale di Alessandria d’Egitto, battendo in tre set la francese Suzanne Pannetier e raggiunge la finale nel doppio; è ammessa come testa di serie n. 15 al Roland Garros (nessuna italiana, prima di allora, aveva ottenuto tale riconoscimento) dove raggiunge gli ottavi di finale, sconfitta dalla fuoriclasse americana Doris Hart. Raggiunge gli ottavi di finale anche al torneo di Wimbledon, dove perde in due set da Margaret Osborne, che si aggiudicherà il torneo. È campionessa italiana assoluta di singolare, per la quarta volta.
Nel 1948, si aggiudica il torneo della Riviera a Sanremo, sconfiggendo 6-0, 6-3 Nicla Migliori e quello di Nizza. Al Roland Garros è testa di serie n. 7 e raggiunge i quarti di finale. A Wimbledon è eliminata al primo turno nel singolare e al secondo nel doppio, in coppia con l’argentina Maria Weiss. In settembre, a Montreux, si aggiudica gli Internazionali della Svizzera Romanda, battendo l’austriaca Etta Neumann e poi conquista il suo quinto titolo assoluto, ancora contro Nicla Migliori.
Il 1949 è, forse, il suo anno migliore: è finalista al torneo internazionale del Cairo, sia in singolare che nel doppio misto, in coppia con Cucelli. Vince il torneo di Monte Carlo, battendo per 6-2, 6-3 la francese Anne-Marie Seghers, con la quale arriverà in finale anche nel doppio. Si aggiudica anche il Torneo di Istanbul (su Lucia Manfredi, 6-1, 8-6), di Ankara e di Atene (sulla britannica Joan Curry per 7-5 6-8 6-3). Al Roland Garros è testa di serie n. 7 e raggiunge le semifinali, dove si arrende alla francese Nelly Landry, poi vincitrice del torneo. A Wimbledon non va oltre il primo turno, sia in singolare che nel doppio ma, agli “assoluti” è per la sesta volta campionessa italiana del singolare (vittoria su Nicla Migliori in tre set).
Nel 1950 è finalista sia al torneo del Cairo che in quello di Alessandria d’Egitto. Vince gli Internazionali d'Italia, battendo in finale nuovamente la britannica Joan Curry per 6-4, 6-4, al Foro Italico. Prima di allora, tra le italiane c’era riuscita solo Lucia Valerio e, nel 1985, ripeterà il successo Raffaella Reggi, ma sui campi di Taranto. Per la statistica, in coppia con Giovanni Cucelli, si aggiudica anche il torneo di doppio misto, ex aequo con Gussie Moran e Adrian Quist, essendo stato sospeso l'incontro di finale sul risultato di 6-3, 1-1 per gli avversari. Al Roland Garros è testa di serie n. 6 e raggiunge i quarti di finale, dove soccombe in due set nuovamente alla statunitense Doris Hart, che vincerà il torneo.
A Wimbledon gli è assegnata la testa di serie n. 8, evento, anche in questo caso, senza precedenti, per una tennista italiana e bisognerà attendere il 1987 perché un’altra azzurra sia ammessa tra le prime 16 del tabellone (ancora Raffaella Reggi, al n. 15). Il campo, tuttavia, dimostra l’idiosincrasia di Annalisa Bossi per le superfici erbose, essendo eliminata al primo turno nel singolare e ai sedicesimi di finale nel doppio. Gioca per l’unica volta gli U.S. National Championships, non andando oltre i sedicesimi di finale nel singolare.

### Terza fase, come Annalisa Bellani
Annalisa Ullstein si sposa una seconda volta con il giornalista sportivo Giorgio Bellani e, sostanzialmente, abbandona il tennis agonistico. Fa ancora sporadiche apparizioni, come agli Internazionali d'Italia 1951 dove, pur essendo campionessa in carica, è eliminata al primo turno da Patricia Ward. Al torneo di Sanremo del 1951 e del 1952, giunge entrambe le volte in finale, perdendo rispettivamente da Doris Hart e Joan Curry. Nel 1954 è campionessa assoluta di doppio, in coppia con Nicla Migliori e l’anno successivo è ancora finalista, nel doppio, al torneo di Sanremo. Agli Internazionali d'Italia del 1955 è eliminata al primo turno, al singolare e ai quarti di finale nel doppio, in coppia con Nicla Migliori.
Nel 1956, quarantenne, riprende la piena attività, forse invogliata dal fatto che, nel frattempo, il marito Giorgio è divenuto il telecronista ufficiale della RAI, per gli avvenimenti di tennis. Trova un ambiente ormai dominato dalle più giovani Lea Pericoli e Silvana Lazzarino. Sarà compagna di doppio di entrambe. È eliminata da Angela Buxton al secondo turno degli Internazionali d'Italia 1956. È ancora una volta testa di serie (n. 13) al Roland Garros, dove perde agli ottavi di finale dalla tedesca Edda Buding, in tre set. Sfortunata è la sua apparizione in doppio, in coppia con Nicla Migliori (sconfitta al primo turno). Si aggiudica il quarto titolo italiano di doppio, in coppia con Lea Pericoli.
Il 1957 inizia alla grande, vincendo il torneo di Mentone e, per la seconda volta, quello di Monte Carlo, distruggendo in finale la tennista messicana Yola Ramírez – una delle più forti del mondo - per 6-2 6-1. È in finale al torneo di Viareggio. Raggiunge ancora gli ottavi di finale, nel singolare, al Roland Garros, dove è testa di serie n. 8 e, nel doppio, in coppia con Silvana Lazzarino, giunge sorprendentemente in semifinale, dove le due azzurre sono sconfitte dalle messicane Yola Ramirez e Rosie Reyes, vincitrici del torneo l’anno successivo. Agli “assoluti”, cambia partner di doppio (torna con Lea Pericoli) e si aggiudica l’ennesimo titolo italiano di specialità.
In doppio con Lea Pericoli, Annalisa Bellani vince il suo ultimo titolo italiano (il tredicesimo), nel 1958. Al Foro Italico, nel 1960, giunge agli ottavi di finali, cedendo alla sudafricana Sandra Reynolds in due tirati set. Al Roland Garros, nel 1960, è eliminata al primo turno. Quarantaseienne, si fa ancora notare agli Internazionali d'Italia 1961 dove si arrende solo di fronte a una campionessa come Lesley Turner.